# Dobrodružství v Zemi nikoho
Dobrodružství v Zemi nikoho je román pro mládež českého spisovatele Jaroslava Foglara z roku 1969. Dva kamarádi, Vláďa a Vincek, objeví za městem divokou krajinu opuštěných lomů, kterou nazvou Zemí nikoho, a seznámí se s Bóžou a Pepínem, kteří zde pátrají po vzácných zkamenělinách obřích trilobitů.

## Příběh
Podnikavý chlapec Vláďa Denk zachytí jednou na podzim večer zprávu v morseovce o tajemném pátrání kdesi za městem, kterou si blikáním baterkami posílají dva neznámí chlapci. S kamarádem Vinckem se jim podaří jednoho z nich najít, ale ten jim odmítne cokoli sdělit. Rozhodnou se tedy Bóžu a Pepína, jak si říkají, tajně stopovat. Ti je dovedou do divoké krajiny za městem, plné opuštěných dolů, propastí a drsné přírody. Pepín tam uvízne v hluboké jámě a Vláďa s Vinckem ho pomůžou zachránit. Bóža jim pak prozradí, že někde v této oblasti, kterou chlapci začnou nazývat Země nikoho, se nacházejí vzácné obří zkameněliny trilobitů, které chtějí najít. Několikrát se však už střetli s nebezpečím, když po nich kdosi neznámý vrhal kameny. Chlapci se spřátelí a začnou chodit do Země nikoho společně.
Vláďa s Vinckem kromě toho musí řešit problém s místním pětičlenným chlapeckým klubem Ontario, jehož členové Vláďu nevědomky vyfotografovali na ulici, když měl od rodičů uložený zákaz vycházení, a inkriminovanou fotku vyvěsili na své klubovní vývěsce, kterou si čte i Vláďův otec. Se stejným klubem měli o něco dříve trampoty i Bóža s Pepínem, neboť si Ontariovci nechali jejich materiály, když chlapci žádali o vstup do klubu. Protože jim je nechtěli vrátit, Bóža s Pepínem se vloupali do jejich klubovny a své věci si vzali zpět – k nim však přibrali i několik dalších náhodných věcí, aby podezření nepadlo na ně. Mezi těmito věcmi byl i starý zápisníček od někoho neznámého, z nějž se dozvěděli o Zemi nikoho a tamních trilobitech. Členové klubu Ontario tentokrát Vláďovi vyhoví a fotku z nástěnky odstraní, žádají ale po něm na oplátku informace, po čem s Vinckem pátrají. Ti se nenechají vydírat a rovněž se vloupají do klubovny Ontaria, kde odcizí fotku i s negativem a následně je zničí. Nakonec spolu obě skupiny i přesto navážou křehké přátelství, byť ne zcela upřímné, neboť Ontariovcům, kterým ukázali Zemi nikoho, nechtějí prozradit skutečný důvod, proč tam chodí.
Po nějaké době se Vláďa stane svědkem vyloupení trafiky. Jako lupiče identifikuje skupinu nebezpečných výrostků, kteří terorizují okolí a říkají si Zelené vesty. O celé události a Vláďově všímavosti se dokonce objeví v novinách pochvalný článek, což sice potěší rodiče, ale zároveň chlapce znepokojí, neboť si tak znepřátelí Zelené vesty. Když přijde jaro, vydají se hoši i s klubem Ontario do Země nikoho. Náhodou se však právě toho dne podaří chlapcům nalézt hledanou jeskyni se zkamenělinami obřích trilobitů. Ontario se o tom ovšem dozví a odhalí i ostatní tajnosti – že chlapci pátrali po oné jeskyni už od začátku a že se Bóža s Pepínem jim rovněž kdysi vloupali do klubovny. Jsou proto velmi rozhořčeni, protože považovali kluky za přátele. Ovšem Vláďa je se svými kamarády nazloben rovněž – k oběma vloupáním do klubovny je Ontario donutilo svým nečestným jednáním a k přátelství s nimi byli donuceni ze strachu. Do celého sporu se navíc vloží i Zelené vesty. Ukáže se, že už dlouho chodí do Země nikoho trampovat a byli to právě oni, kdo několikrát házel po Bóžovi s Pepínem kamením a snažil se je odtud vypudit. Dojde k ostré hádce a nakonec k potyčce. Při ní se však náhle propadne země a do díry se zřítí dva chlapci. Všichni ihned zapomenou na své spory a začnou spolupracovat, aby hochy zachránili. Vláďa vleze do propadliny a především jeho zásluhou se podaří oba potlučené vyprostit. Šťastní, že všechno dobře dopadlo, si chlapci navzájem odpustí své nečestnosti, dokonce i Zelené vesty slíbí, že už nebudou hochy dále pronásledovat. Ti pak nález vzácných zkamenělin ohlásí v muzeu a odměny se na návrh Vláďova otce vzdají.

## Vznik a vydávání
Román Dobrodružství v Zemi nikoho psal Jaroslav Foglar na objednávku Sportovního a turistického nakladatelství od roku 1966, obvykle jej tvořil na skále u Pikovic, kam jezdil se svou matkou a bratrovou rodinou na chatu. Využil námět, který měl vymyšlený již delší dobu, zakomponoval však do něj i soudobou problematiku přestěhovávání romských rodin ze Slovenska. Rukopis dokončil na samém konci roku 1968, přičemž již během února, března a dubna 1969 byly v několika periodikách otištěny ukázky. Poprvé byl román knižně vydán v dubnu 1969 v nakladatelství Olympia (dříve Sportovní a turistické nakladatelství), jednalo se o první svazek pokusu o souborné vydání Foglarova díla v jednotné úpravě.

### Knižní česká vydání
Přehled knižních vydání v češtině:
- 1969 – 1. vydání, nakladatelství Olympia, ilustrace Bohumil Konečný
- 1990 – 2. vydání, Státní nakladatelství technické literatury, ilustrace Bohumil Konečný, obálka Petr Kubát, ISBN 80-03-00287-7
- 1995 – 3. vydání, nakladatelství Olympia, ilustrace Bohumil Konečný a Gustav Krum, ISBN 80-7033-387-1 (edice Sebrané spisy, sv. 18)
- 1998 – 4. vydání, nakladatelství Olympia, ilustrace Bohumil Konečný a Gustav Krum, ISBN 80-7033-531-9 (edice Sebrané spisy, sv. 18)
- 2001 – dotisk 4. vydání, nakladatelství Olympia, ilustrace Bohumil Konečný a Gustav Krum, ISBN 80-7033-531-9 (edice Sebrané spisy, sv. 18)
- 2006 – 5. vydání, nakladatelství Olympia, ilustrace Bohumil Konečný a Gustav Krum, ISBN 80-7033-953-5 (edice Sebrané spisy, sv. 18)
- 2019 – 6. vydání, nakladatelství Albatros, ilustrace Jindřich Janíček, příloha: plakát, ISBN 978-80-00-05681-4 (řada Foglarovky)

## Adaptace
V listopadu 1993 četl Alfred Strejček Dobrodružství v Zemi nikoho na pokračování v Českém rozhlasu v pořadu Rádio na polštář. Roku 2020 vyšla v nakladatelství Albatros audiokniha, román čte Lukáš Příkazký.